# USS Prometheus (AR-3)

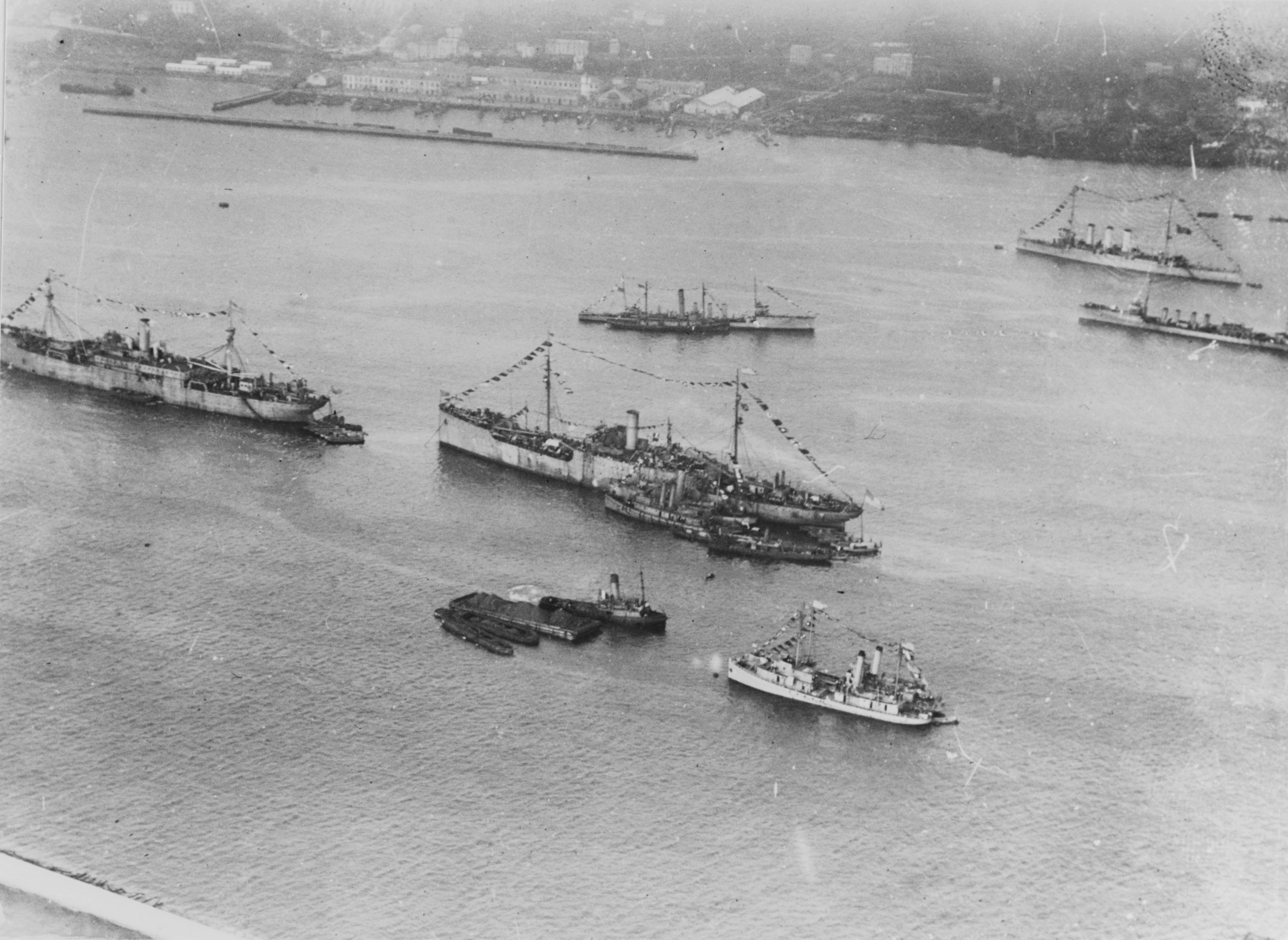
"Prometheus" (w centrum) oczekujący w Breście na przybycie prezydenta Wilsona

USS Prometheus (AR-3) – amerykański okręt warsztatowy służący w United States Navy w czasie I i II wojny światowej. Nosił nazwę pochodzącą od mitycznego bohatera Prometeusza, który ukradł ogień bogom i zaniósł go ludziom. 
Stępkę, rozpoczynając budowę węglowca, położono 18 października 1907 w Mare Island Navy Yard. Okręt zwodowano 5 grudnia 1908, do służby wcielono go 15 stycznia 1910 jako USS "Ontario" (Fleet Collier No. 2).
"Ontario" służył z załogą cywilną do czasu wycofania ze służby 7 kwietnia 1913. Wtedy rozpoczął się okres przebudowy na okręt warsztatowy. Po przebudowie jednostkę ponownie wcielono do służby 23 grudnia 1914 jako "Prometheus" (Repair Ship No. 2).
Po rejsie na wody alaskańskie w 1915 okręt został przydzielony do Floty Atlantyku (operował z Norfolk). 16 maja 1916 skierował się w stronę Bermudów, gdzie przebywał do 29 stycznia 1918. W czasie służby w tamtym rejonie otrzymał rozkaz dołączenia do sił morskich w Breście (Francja), by wypełniać zadania warsztatowe. Służył w rejonie francuskiego portu do 16 stycznia 1919. Po powrocie do Nowego Jorku został przydzielony do Battleship Force 1 do służby mającej na celu utrzymanie w ruchu okrętów uczestniczących w operacji przewożenia żołnierzy. 17 lipca 1920 w czasie obejmującej całą flotę amerykańską akcji nadawania symboli klasyfikacyjnych otrzymał oznaczenie AR-3
1 września 1920 "Prometheus" wypłynął z Nowego Jorku z rozkazem przeholowania pancernika USS "Connecticut" (BB-18) unieruchomionego na Kubie do Filadelfii. Za udział w tej akcji został pochwalony przez dowódcę Floty Atlantyku. W 1921 i 1923 odbył kolejne rejsy na Kubę. Na początku 1923 został przeniesiony na zachodnie wybrzeże USA. 17 kwietnia dotarł do San Pedro w Kalifornii. Operował wzdłuż pacyficznego wybrzeża USA, pływając na obszarze sięgającym na północy stanu Waszyngton do czasu wycofania ze służby 4 października 1924 w Bremerton. 
15 maja 1942 w Bremerton Navy Yard wrócił do służby i po wstępnym rejsie 9 sierpnia wypłynął z San Francisco do Pearl Harbor, gdzie wziął na hol dok pływający ARD-2 i udał się z nim do Noumea. Prowadził remonty okrętów od największych (USS "South Dakota" (BB–57)) po najmniejsze desantowe. Jedynymi przerwami w służbie załogi były nieregularne rejsy do Sydney. Po ofensywie na Pacyfiku okręt przeszedł wiosną 1944 do Tulagi. Po miesiącu służby w tym rejonie, podczas którego naprawiał głównie lotniskowce eskortowe, przeszedł do wysp Nggela w Salomonach. We wrześniu został przeniesiony do wyspy Manus. 25 września otrzymał rozkaz przepłynięcia do cieśniny Kossol, w pobliżu Palau, gdzie po raz pierwszy w służbie znalazł się pod ogniem wroga.
Warsztatowiec opuścił Kossol 21 stycznia 1945 i przepłynął do kotwicowiska Ulithi, by pomagać flocie w czasie bitwy o Iwo Jima i atakach na Okinawę. 19 lutego przeszedł do zatoki San Pedro na Filipinach, by naprawiać okręty w czasie inwazji na Okinawę. Pomimo tego, że w skład jego obowiązków wchodziła głównie naprawa okrętów i jednostek pływających Sił Amfibijnych, przeprowadził także remont i przeróbki pancerników USS "Texas" (BB–35) i USS "Colorado" (BB-45) na Filipinach.
Koniec wojny zastał okręt w Guiuan na wyspie Samar w czasie remontu statku towarowego "Justin", dawnego SS "Gus Darnell", który wymagał napraw uszkodzeń od bomb i przeróbek związanych z pełnieniem nowych obowiązków. "Prometheus" kontynuował wykonywanie swoich obowiązków na Okinawie i w Hongkongu. Pod koniec roku wrócił do San Francisco. Tam wykonywał obowiązki związane z wycofywaniem innych okrętów ze służby do 1 lipca 1946, kiedy to sam został wycofany. 
16 lipca w Puget Sound otrzymał przydział do War Shipping Administration oraz jednocześnie do Maritime Commission Reserve Fleet. 31 lipca został skreślony z listy jednostek floty, do 26 sierpnia 1949 pozbawiony sprzętu, 29 sierpnia 1950 sprzedany firmie Zeidell Shipwrecking Company, a następnie złomowany.
"Prometheus" został odznaczony jedną battle star za służbę na Pacyfiku w czasie II wojny światowej.